# Ace of Spades
Ace of Spades er det fjerde album af det britiske heavy metal-band Motörhead, som blev udgivet i november 1980 gennem Bronze Records. Det var gruppens første albumomslag, hvor de selv var med på.

## Indspilning og udgivelse
I august og september 1980 indspillede bandet albummet i Jackson's Studios i Rickmansworth med produceren Vic Maile. Som en forsmag på kommende udgivelse og turné blev singlen "Ace of Spades" udgivet den 27. oktober 1980, og tidligt i november havde den nået plads 15.
’’Ace of Spades’’ blev udgivet den 8. november 1980, og nåede plads 4 på den britiske albumhitliste, hvilket sørgede for at Bronze pressede et begrænset antal eksemplarer af albummet i guld vinyl, og ændrede katalognummeret fra BRON til BRONG i anledning af udgavens publicering.
Arizona ørkenstilen brugt på albumomslaget og turnébrochuren blev taget fra en fotosession i en sandgrav i Barnet.
Den 18. januar 2003 udgav Silverline en DVD-Audio version af albummet.
Den 28. marts 2005 blev en dokumentar om albummet (som en del af Classic Albums serien) udgivet på DVD af Eagle Vision. Det dybdegående indblik gennem indspilningsprocessen inkluderer også interviews med Lemmy, Phil Taylor og Eddie Clarke.

## Modtagelse
Albummet er blevet beskrevet som, "et af de bedste metalalbums af noget band nogensinde fra den tid," og er blevet en betydningsfuld indflydelsesrig "hård rock klassiker."
Trods bandet altid har omtalt deres musik som rock 'n roll i samme stil som deres helte Eric Clapton og Jimi Hendrix, anes albummet og især titelsporet for at være blandt de mest indflydelsesrige i opstanden af thrash metal.
Titelsporet er for mange Motörheads absolutte hymne. Albummet er tilmed nævnt i bogen 1001 Albums You Must Hear Before You Die (~1001 Albums du må have inden du dør).

## Spor
Alle sporerne er skrevet af Lemmy Kilmister, Phil Taylor, Eddie Clarke medmindre andet står noteret.

### Originale spor
1. "Ace of Spades" – 2:49
2. "Love Me Like a Reptile" – 3:23
3. "Shoot You in the Back" – 2:39
4. "Live to Win" – 3:37
5. "Fast and Loose" – 3:23
6. "(We Are) The Road Crew" – 3:12
7. "Fire, Fire" – 2:44
8. "Jailbait" – 3:33
9. "Dance" – 2:38
10. "Bite the Bullet" – 1:38
11. "The Chase Is Better Than the Catch" – 4:18
12. "The Hammer" – 2:48

### Bonusspor
1. "Dirty Love" (B-side of Ace of Spades)
2. "Please Don't Touch" (Johnny Kidd, Guy Robinson)
3. "Emergency" (Kim McAuliffe, Kelly Johnson, Enid Williams, Denise Dufort)

- Spor 14 og 15 blev taget fra St. Valentine's Day Massacre ep’en.

### Deluxe udgaven

#### Disk 1
1. "Ace of Spades" – 2:49
2. "Love Me Like a Reptile" – 3:23
3. "Shoot You in the Back" – 2:39
4. "Live to Win" – 3:37
5. "Fast and Loose" – 3:23
6. "(We Are) The Road Crew" – 3:12
7. "Fire Fire" – 2:44
8. "Jailbait" – 3:33
9. "Dance" – 2:38
10. "Bite the Bullet" – 1:38
11. "The Chase Is Better Than the Catch" – 4:18
12. "The Hammer" – 2:48

#### Disk 2
1. "Dirty Love" – 2:55
2. "Ace of Spades" (alternate version) – 3:03
3. "Love Me Like a Reptile" (alternativ version) – 4:16
4. "Love Me Like a Reptile" (alternativ version) – 3:31
5. "Shoot You in the Back" (alternativ version) – 3:11
6. "Fast and Loose" (alternativ version) – 3:06
7. "(We Are) The Roadcrew" (alternativ version) – 3:24
8. "Fire Fire" (alternativ version) – 2:41
9. "Jailbait" (alternativ version) – 3:33
10. "The Hammer" (alternativ version) – 3:11
11. "Dirty Love" (alternativ version) – 1:02
12. "Dirty Love" (alternativ version) – 2:51
13. "Fast and Loose" (BBC Session) – 4:18
14. "Live to Win" (BBC Session) – 3:33
15. "Bite the Bullet/The Chase Is Better Than the Catch" (BBC Session) – 6:05

## Fodnoter
1. ↑  allmusic All Music Guide: Ace of Spades (Webside ikke længere tilgængelig)
2. 1 2  Burridge, Alan (april 1991). "Motörhead". Record Collector (140): 18-19.
3. ↑  Burridge, Alan Illustrated Collector's Guide to Motörhead Published: 1995, Collector's Guide Publishing p70. ISBN 0-9695736-2-6.
4. ↑  "Dr Rock VS Lemmy interview [[19. juli]] [[2004]]". PlayLouder article. Arkiveret fra originalen 5. december 2006. Hentet 2007-02-27. {{cite web}}: Konflikt mellem URL og wikilink (hjælp)
5. ↑  "Motörhead: Albums". VH1 site. Arkiveret fra originalen 14. februar 2008. Hentet 2007-02-28.
6. ↑  "Motörhead: Ace of Spades Classic Albums Series DVD". Eagle Rock Entertainment site. Arkiveret fra originalen 5. november 2006. Hentet 2007-02-28.
7. ↑  "Classic Albums: Motörhead - Ace of Spades". All Movie Guide review. Arkiveret fra originalen 26. april 2006. Hentet 2007-02-28.
8. ↑  "Music to crash your car to. - 90% [[4. december]] [[2004]]". Encyclopaedia Metallum reviews for Ace of Spades. Hentet 2007-02-27. {{cite web}}: Konflikt mellem URL og wikilink (hjælp)
9. ↑  Konow, David (2002). Bang Your Head. Three Rivers Press, c2002. s. 226 has "Motorhead's signature song, Ace of Spades". ISBN 0-609-80732-3.